# Гант, Генри Лоренс
Генри Лоренс Гант или Гантт (англ. Henry Laurence Gantt) (20 мая 1861 года — 23 ноября 1919 года) — соратник «отца научного менеджмента» Фредерика Тейлора. Гант изучал менеджмент на примере постройки кораблей во время Первой мировой войны и предложил свою диаграмму, состоящую из отрезков (задач) и точек (завершающих задач или вех), как средство для представления длительности и последовательности задач в проекте.

## Основные достижения
Генри Лоуренс Гант родился 20 мая 1861 года в округе Калверт, в семье состоятельных рабовладельцев, на плантации которых работало около семи десятков рабов. В годы Гражданской войны, семья Гантов разорилась и переехала в Балтимор, где Гант окончил бесплатную школу МакДонога, в которой учащиеся за обучение, проживание и питание должны были работать на ферме. Основатель школы Джон МакДоног (1779-1850) был пресвитерианцем и его философия тяжелого труда, жесткой дисциплины, бережливости и сострадания стала идейным базисом школы, предназначенной для обучения «обездоленных, беднейших из бедных, мальчиков и юношей». В период обучения в этой школе Генри Ганта, её директором был полковник Уильям Аллан (1837-1889). После окончания в 1880 году Университета Джонса Хопкинса, Гант в течение трёх лет преподавал естественные науки и физику в школе МакДонога. В 1884 году, получив степень магистра инженерных наук в области машиностроения в Технологическом институте Стивенса, Гант поступил на работу чертежником в компанию Poole and Hunt Engineering в Балтиморе. В 1887 году Гант был принят на работу в компанию Midvale Steel и стал сотрудником Фредерика Уинслоу Тейлора (1856-1915), который к этому времени занимал должность главного инженера. Гант стал ближайшим сотрудником Тейлора, и перешёл с ним на работу сначала в Simonds Rolling Company, а затем в Bethlehem Steel – предприятие на котором были впервые системно внедрены идеи управления Тейлора. С 1900 года Гант хорошо известен как успешный бизнес-консультант. В этот период, до вступления США в Первую мировую войну, помимо написания теоретических работ и статей, Гант выполнил ряд проектов по внедрению своего варианта «тейлоровской» системы управления производством в компаниях Stokes and Smith (1902-03 гг.), Sayles Bleachery (1904-08 гг.), Brighton Mills (1905-08 гг.), Canadian Pacific Railroad (1908-11 гг.), Joseph Bancroft & Sons (1908-09 гг.), The Williams & Wilkins Company (1908-09  гг.), Remington Typewriter (1910-17 гг.), Amoskeag Mills (1911-12 гг.), Cheney Bros. (1912-18 гг.). В 1910 году Гант опубликовал свою первую книгу «Work, Wages and Profit», в 1916 году вторую – «Industrial Leadership». После вступления США в войну Гант был включён в состав чрезвычайной правительственной комиссии, работая в которой внёс значительный вклад в повышение эффективности функционирования Франкфордского арсенала - центра разработки американского стрелкового оружия и боеприпасов, и в деятельность Emergency Fleet Corporation (EFC). В 1919 году была издана последняя книга Ганта «Organizing of Work». 23 ноября 1919 года Генри Гант умер в Пайн-Айленд, штат Нью-Йорк.
У Генри Ганта более 150 публикаций, включая три книги: «Труд, заработная плата и доход» (1910), «Промышленное руководство» (1916) и «Организация труда» (1919). Он запатентовал больше десятка изобретений, читал лекции в университетах, оставаясь одним из наиболее успешных консультантов по управлению.
Генри Гант разрабатывал свои оригинальные идеи в области методики премиальной оплаты, составил карты-схемы для производственного планирования (так называемые гант-схемы), а также внёс вклад в разработку теории лидерства.
Работы Ганта характеризует осознание ведущей роли человеческого фактора в промышленности и убеждение в том, что рабочему человеку должна быть предоставлена возможность обрести в своём труде не только источник существования, но и состояние удовлетворенности. Именно ему принадлежит фраза: «Из всех проблем менеджмента наиболее важной является проблема человеческого фактора». Он писал: «Все, что мы предпринимаем, должно находиться в согласии с человеческой природой. Мы не можем понукать людьми; мы обязаны направлять их развитие». Гант полагал, что этот идеал может быть достигнут путём постановки перед каждым рабочим конкретной производственной задачи с перспективой получения премии за своевременное и точное исполнение. Уже в 1901 году Гант разработал первую премиальную систему оплаты досрочного и качественного выполнения производственных заданий. С её внедрением на ряде предприятий производительность труда возросла более чем вдвое. В статье «Обучение рабочих навыкам промышленного труда и сотрудничества» (1908) Гант отмечал, что с формированием навыков индустриального труда задача приобретения рабочими знаний и квалификации существенно упрощается. Становится возможным не только совершенствовать их производительные способности, но и развивать эффективную систему кооперации с хозяевами.
В книге «Организация труда» Г. Гант поднялся до уровня широких общественных проблем и раскрывал социальную ответственность бизнеса, которая только и может обеспечить его долговременную перспективу. Он писал, что система бизнеса должна воспринять социальную ответственность и посвятить себя, прежде всего, служению обществу, в противном случае общество, в конечном счёте, предпримет попытку сокрушить её, чтобы свободно действовать в соответствии со своими собственными интересами. Будучи обеспокоенным остротой социальных противоречий и забастовочным движением, Г. Гант утверждал, что обязательным условием стабильности предприятий и общества могут быть отношения взаимной выгоды, а не конфликта, а конечной целью экономической активности должно быть служение, а не прибыль. Он писал: «Доктрина служения — это не просто исправно работающая экономика… Единственным условием промышленного мира является промышленная демократия… Должна быть очевидной мысль о том, что с возрастанием сложности современной системы предпринимательства эффективная работа может быть обеспечена только следованием за теми, кто фактически умеет выполнять функции контроля и при этом сполна осознает социальную ответственность. Если же предпринимательской системой попытаются управлять люди, не осознающие реальных движущих сил, её эффективность снизится… Иными словами, условия, в которых может функционировать развитая производственная и предпринимательская система для обеспечения сложных системных требований современной цивилизации, должна определяться только подлинными лидерами — людьми, понимающими механизм действия движущих сил общества и видящими свою высшую цель — служение обществу». Гант применил аналитические методы для исследования отдельных производственных операций. Он разработал методы планирования последовательности производственных операций. Эти методы не потеряли своё значение и в современных условиях. Исследование системы человек-машина позволило Ганту связать организационный и мотивационный аспект производства.

## Генри Гант и «Новая Машина»
Гант считал, что «истинная демократия достигается только тогда, когда люди наделены властью, пропорциональной их способности использовать её эффективно, и их готовности содействовать общественному благу». Гант утверждал, что управление должно основываться на фактах, а не на мнениях, и что «инженеру, у которого мало мнений (few opinions) и много фактов и много дел, должно быть предоставлено экономическое руководство (leadership), которое и является его надлежащим положением в нашей экономической системе». В декабре 1916 года Гант привлек около пятидесяти членов Ассоциации инженеров-механиков для создания группы, получившей название «New Machine», которая должна была продвигать его видение «новой демократии». Среди участников "New Machine" был друг и ученик Ганта Вальтер Поляков. Гант и его единомышленники, участвовавшие в группе «New Machine», отправили письмо президенту Вудро Вильсону с просьбой предоставить им «президентские полномочия» (presidential authority) управлять американской промышленностью, которое Вильсон демонстративно проигнорировал. Во время Первой мировой войны группа «New Machine» была расформирована, так как Гант и многие её члены, заняли правительственные посты и участвовали в организации производства и распределении ресурсов в военное время.

## Диаграммы Ганта
Генри Гант работал вместе с Ф. Тейлором над количественными методами организации производства. Один из методов наглядного упорядочения работ — диаграммы Ганта (англ. Gant Charts) — и сегодня считается одним из стандартов де-факто. Генри Гант изучал менеджмент на примере постройки кораблей во время Первой мировой войны и предложил свою диаграмму контроля и визуализации выполнения задач в проекте, названную позднее в его честь. Диаграммы Ганта были революционны в 20-х годах XX века и применялась в таких грандиозных инженерных проектах, как строительство дамбы Гувера, начатое в 1931 году, и в построении сети скоростных автострад США в 1956 году.
Один из важнейших ресурсов для менеджера — это временной ресурс. Если вы хотите чётко отслеживать ход выполнения работ, укладываться в поставленные сроки — вам просто необходима увязка всех задач по проекту со временем. А поскольку большая часть информации усваивается человеком через зрение, менеджеру очень удобно иметь под рукой инструмент, делающий это наглядным. Таким инструментом и является диаграмма Ганта. Эта ленточная диаграмма представляет собой две шкалы: шкала выполняемых задач и временная шкала. В соответствии с отведённым проектом каждой задаче сроком, он откладывается на временной шкале. Дата на сегодняшний день является как бы границей, по левую часть от которой подразумевается что уже выполнено, по правую — что ещё предстоит сделать. Также на диаграмме с помощью стрелок можно отображать взаимосвязи задач друг с другом. Диаграмма предоставляет возможность наглядно представлять как последовательные шаги выполнения проекта, так и задачи, требующие одновременного выполнения. Диаграмма Ганта — наглядный и удобный инструмент для управления проектом. Несмотря на то, что при большом количестве задач она становится перегруженной, этот метод лёгок и доступен каждому.
Диаграмма Ганта оказалась таким мощным аналитическим инструментом, что в течение почти ста лет не претерпевала изменений. И лишь в начале 1990-х для более подробного описания взаимосвязей в неё были добавлены линии связи между задачами.